# Philadelphia 76ers 1969-1970
La stagione 1969-70 dei Philadelphia 76ers fu la 21ª nella NBA per la franchigia.
I Philadelphia 76ers arrivarono quarti nella Eastern Division con un record di 42-40. Nei play-off persero la semifinale di division con i Milwaukee Bucks (4-1).

## Roster
| N° | Naz.                   | Ruolo | Sportivo         | Anno | Alt. | Peso |
| -- | ---------------------- | ----- | ---------------- | ---- | ---- | ---- |
| 12 | Stati Uniti (bandiera) | AC    | Jim Washington   | 1943 | 198  | 95   |
| 14 | Stati Uniti (bandiera) | GA    | Matt Guokas      | 1944 | 196  | 79   |
| 15 | Stati Uniti (bandiera) | GA    | Hal Greer        | 1936 | 188  | 79   |
| 16 | Stati Uniti (bandiera) | C     | George Wilson    | 1942 | 203  | 102  |
| 18 | Stati Uniti (bandiera) | C     | Darrall Imhoff   | 1938 | 208  | 100  |
| 20 | Stati Uniti (bandiera) | AC    | Fred Hetzel      | 1942 | 203  | 100  |
| 21 | Stati Uniti (bandiera) | G     | Archie Clark     | 1941 | 188  | 79   |
| 24 | Stati Uniti (bandiera) | G     | Wali Jones       | 1942 | 188  | 82   |
| 25 | Stati Uniti (bandiera) | A     | Dave Scholz      | 1948 | 203  | 100  |
| 28 | Stati Uniti (bandiera) | A     | Bud Ogden        | 1946 | 198  | 98   |
| 32 | Stati Uniti (bandiera) | AC    | Billy Cunningham | 1943 | 198  | 95   |
| 54 | Stati Uniti (bandiera) | AC    | Lucious Jackson  | 1941 | 206  | 109  |

## Staff tecnico
- Allenatore: Jack Ramsay
- Preparatore atletico: Al Domenico